# Kanton Nice-13

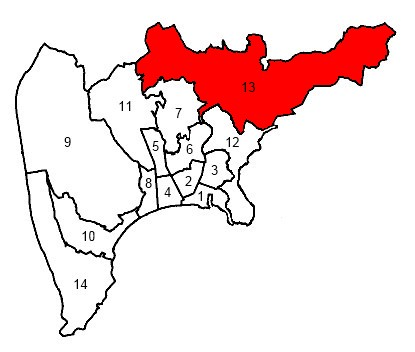
Ligging van Nice-13 ten opzichte van de andere kantons van Nice

Nice-13 is een voormalig kanton van het Franse departement Alpes-Maritimes. Het kanton maakte deel uit van het arrondissement Nice. Het werd opgeheven bij decreet van 24 februari 2014, met uitwerking op 22 maart 2015.

## Gemeenten
Het kanton omvatte de volgende gemeenten:
- Falicon
- Nice (deels, hoofdplaats)
- La Trinité
- Saint-André-de-la-Roche

Het kanton omvat de volgende delen van de stad Nice:
- l'Ariane
- la Lauvette
- l'Abadie